# Biskupice (Svitavyi járás)
Biskupice település Csehországban, a Svitavyi járásban. Biskupice Jevíčko, Kladky, Březinky, Chornice, Jaroměřice és Víska u Jevíčka településekkel határos. Lakosainak száma 469 fő (2024. január 1.).

## Népesség
A település lakosságának változását az alábbi diagram mutatja:
| Lakosok száma | 898  | 861  | 775  | 580  | 558  | 442  | 448  | 466  | 456  | 469  |
|               | 1869 | 1890 | 1921 | 1950 | 1980 | 2001 | 2017 | 2019 | 2022 | 2024 |